# جبل الرماة

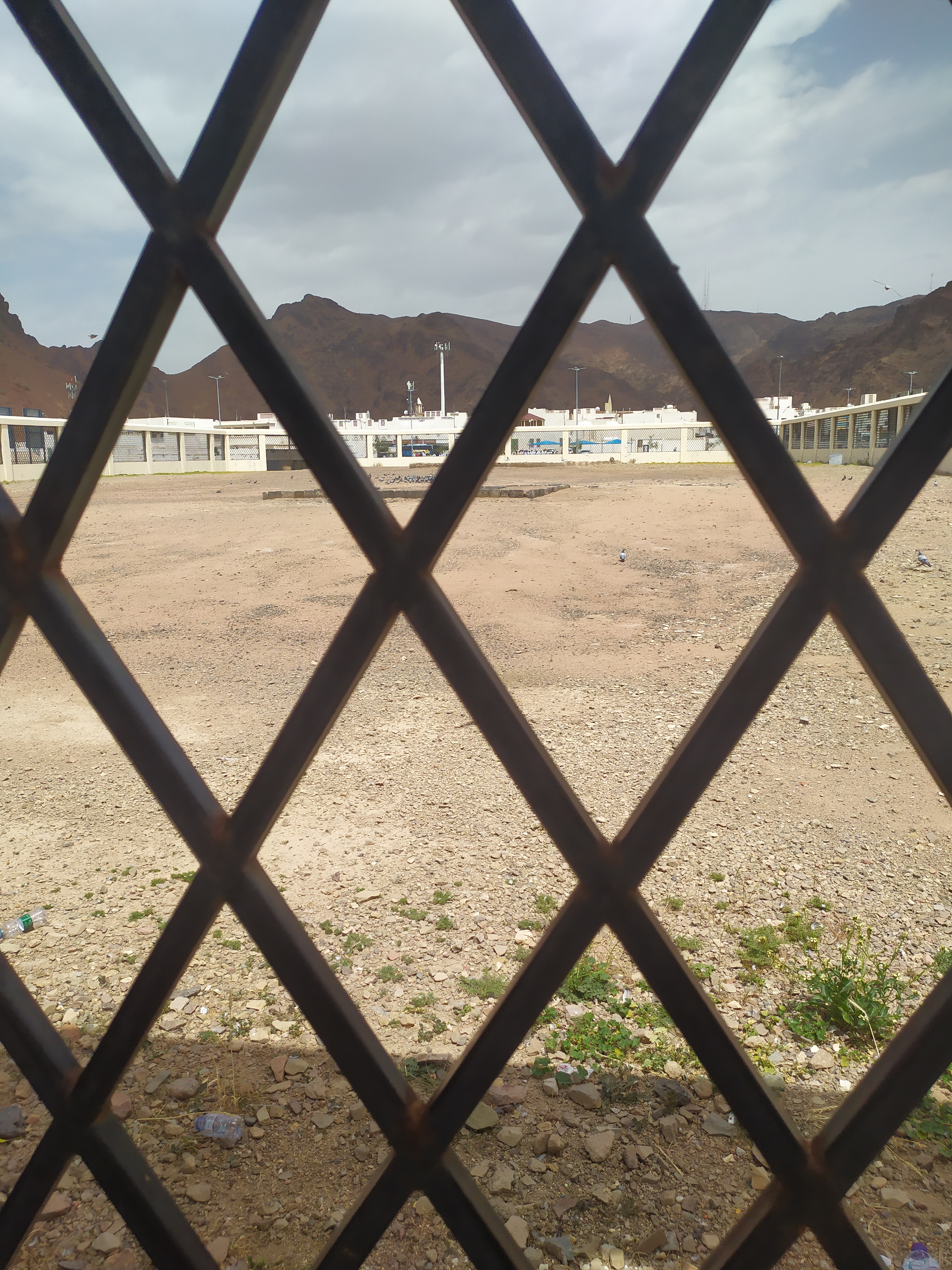
مقبرة شهداء معركة أحد في المدينة المنورة

جبل الرماة، أو جبل عينين، هو عبارة عن جبل صغير يقع بجانب جبل أحد، شمال المسجد النبوي على بعد نحو ثلاثة كيلو مترات منه، قرب المدينة المنورة. وهو الجبل الذي أمر النبي الرماة أن يتمركزوا فيه في غزوة أحد، وكان عددهم خمسين رجلاً، ليحموا ظهور المسلمين من تسلل المشركين. لكنهم خالفوا أمره ظنا منهم أن المعركة قد انتهت، فاستغل المشركون خلو الجبل من الرماة فحملوا على المسلمين فقتلوا منهم عددًا كبيرًا.

## سبب التسمية
سُمي بجبل الرماة لأن النبي صلى الله عليه وسلم أوقف عبد الله بن جبير في خمسين من الصحابة الرماة في معركة أحد لصد المشركين من الجهة الجنوبية ورميهم بالنبل، وأوصاهم بعدم التحرك سواء انتصر المسلمون أم هُزموا.

## المكانة والأهمية
يمتاز جبل الرماة بالموقع الإستراتيجي؛ حيث كان يحمي ظهور المسلمين إبَّان المعركة والقتال مع المشركين، فكان حمىً منيعاً، يحمي ظهور المسلمين من التفاف المشركين عليهم وغزوهم من جهته؛ لذلك أدرك خالد بن الوليد، رضي الله عنه –وهو قائد فرسان المشركين قبل إسلامه– أهمية الجبل ومكانه في تغيير تكتيك المعركة، فظلتْ عينه ترقُبُه حتى وهو ينسحب من أرض المعركة، فلما رأى رماة المسلمين يتركون مواضعهم قام بحركة التفاف سريعة وهاجمهم من الخلف. 

## الدور الحيوي
كان لجبل الرماة دور حيوي مهم في معركة أحد، وكانت الثغراتُ التي يسدُّها مهمةً من جهتين:
الأولى: حماية ظهور المسلمين من المشركين.
الثانية: مدافعة المشركين بالسهام؛ ولا سيما أن الرماة في مرتفَعٍ؛ فوقوع السهام سيكون أسرع وأعمق أثراً. 

## معرفة الواقع وفقهه
كان لجبل الرماة الدور البارز في معرفة واقع المعركة؛ من حيث الفرص المتاحة، والمخاطر المهدِّدة، ونقاط القوة ونقاط الضعف، وكشف الأعداء، ومواقعهم وتحركاتهم، ومعرفة عددهم من حيث الكثرةُ والقلةُ. وكذا المسلمين ومواقعهم، واتجاه سير المعركة؛ من حيث النصرُ أو الهزيمةُ؛ ولذلك كانوا –والله أعلم– أول من كشف انهزام المشركين وفرارهم؛ وهو ما يؤكد معرفتهم بالواقع أكثر من غيرهم. كان لكل ذلك دور في تغيير تكتيك المعركة؛ حسب المصلحة والحاجة. ومن المعلوم أنَّ ثمَّةَ تواصُلاً بين الرماة وبين القائد –صلى الله عليه وسلم– حسب الحاجة والمصلحة؛ لذلك كان –صلى الله عليه وسلم– يقول لهم: «إن رأيتمونا هَزمْنا القوم وأوطأناهم فلا تبرحوا حتى أُرسِل إليكم». 

## الانتقاء
لقد انتقى رسول الله –صلى الله عليه وسلم– خمسين من الرماة تحت إمارة عبد الله بن جبير –رضي الله عنه– ووضعهم فوق جبل الرماة؛ وذلك ليمنع التفاف جيش المشركين حول جيش المسلمين، وليحموا ظهورهم من الخلف. ولا شك أن هذا الانتقاء كان انتقاءً مخصوصاً لرماة متمرسين متدرِّبين على مهارة الرمي؛ حتى يصيبوا الأعداء في مقتل. وهذا الذي حصل في البداية قبل النكوص. 

## سبب هزيمة الرماة
لَمَّا رأى الرماة –رضي الله عنهم– هزيمة المشركين، ورأوا الغنائم في أرض المعركة، جذبهم ذلك إلى ترك مواقعهم، ظنّاً منهم أن المعركة انتهت، فقالوا لأميرهم عبد الله بن جبير –رضي الله عنه-: (الغنيمة! أي قومِ الغنيمة! ظهر أصحابكم؛ فما تنتظرون؟ فقال عبد الله بن جبير: أنسيتم ما قال لكم رسول الله –صلى الله عليه وسلم-؟ قالوا: والله لنأتين الناس فلنصيبنَّ من الغنيمة).  ثم انطلقوا يجمعـون الغنائم ولم يعبؤوا بقول أميرهم. ووصف ابن عباس –رضي الله عنهما– حال الرماة في ذلك الموقف، فقال: (فلما غنم النبي –صلى الله عليه وسلم– وأباحوا عسكر المشركين، أكبَّت الرماة جميعاً في المعسكر ينهبون، ولقد التقت صفوف رسول الله –صلى الله عليه وسلم–، فهم هكذا، (وشبك بين يديه) وانتشبوا، فلما أخلَّ الرماة تلك الخَلَّة التي كانوا فيها، دخلت الخيل من ذلك الموضع على أصحاب رسول الله –صلى الله عليه وسلم– فضرب بعضهم بعضاً، والتبسوا وقُتل من المسلمين ناس كثير). 

## الآثار المترتبة في ترك الجبل

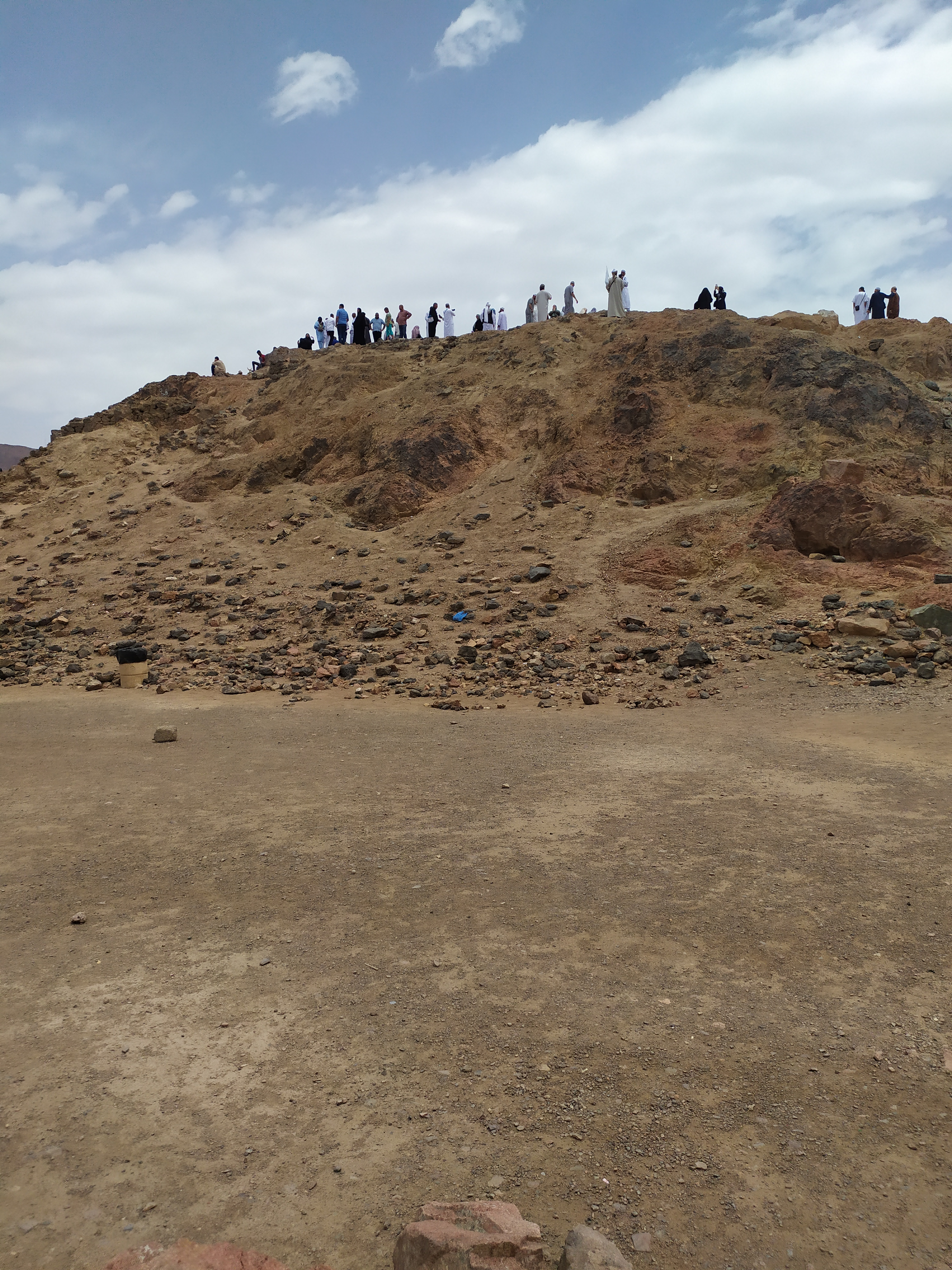
جبل الرماة، معركة أحد

إن من أعظم الآثار والمساوئ لترك الرماة ثغورَهم وأماكنَهم: التفافُ الأعداء على المسلمين، وطعنُهم في مقتل؛ ومِنْ ثَمَّ الهزيمةَ الصعبةَ التي لحقت بالمسلمين، ومقْتَلُ كثيرٍ من الصحابة –رضي الله عنهم– تلك هي عاقبة التَّرك، وإيثارِ الدنيا على الآخرة. لقد شعر الصحابي الجليل عبد الله بن جبير، رضي الله عنه – وهو أحد القادة الأفذاذ – بالغربة تلفُّه، وهو يشاهدُ أصحابه الخمسين ينزلون من ثغورهم رجلاً إثر آخر؛ إلا من رحم الله، وقد بلغ به الحزن والأسى مبلغاً عظيماً. كيف لا؟ وهو يرى الثغور تُترك، وإذا القوم قد خلَّفوا بعدَهم فراغاً كبيراً، فصاح فيهم بصوت السمع والطاعة والانقياد لأمر النبي الكريم –صلى الله عليه وسلم–: (أنسيتم ما قاله لكم رسول الله صلى الله عليه وسلم؟). 

## العفو عن الرماة
إن الرماة الذين أخطؤوا الاجتهاد في غزوة أحد لم يخرجهم الرسول – صلى الله عليه وسلم – خارج الصف، ولم يقل لهم: إنكم لا تَصلُحُون لشيء من هذا الأمر بعدما بدا منكم في التجربة من النقص والضعف؛ بل قَبِلَ ضعفَهم هذا في رحمةٍ وعفوٍ، وفي سماحة، ثم شمل الله – سبحانه وتعالى – برعايته وعفوه جميع الذين اشتركوا في هذه الغزوة، على الرغم مما وقع من بعضهم من أخطاء جسيمة، وما ترتب عليها من خسائر، فقال – جل ثناؤه -: ﴿وَلَقَدْ صَدَقَكُمُ اللَّهُ وَعْدَهُ إذْ تَحُسُّونَهُم بِإذْنِهِ حَتَّى إذَا فَشِلْتُمْ وَتَنَازَعْتُمْ فِي الأَمْرِ وَعَصَيْتُم مِّنْ بَعْدِ مَا أَرَاكُم مَّا تُحِبُّونَ مِنكُم مَّن يُرِيدُ الدُّنْيَا وَمِنكُم مَّن يُرِيدُ الآخِرَةَ ثُمَّ صَرَفَكُمْ عَنْهُمْ لِيَبْتَلِيَكُمْ وَلَقَدْ عَفَا عَنكُمْ وَاللَّهُ ذُو فَضْلٍ عَلَى الْـمُؤْمِنِينَ﴾ [آل عمران: 152]  ونقول لكل من أخطأ واجتهد، أو فرَّط في ثغر كان عليه، وحِمى كان يحميه، أو ترك مكاناً شاغراً بعده – سواءٌ كان عملاً تربويّاً أو غيره من اهتمامات جادة شرعية -: عُد؛ فالعود أحمد، وعفا الله عما سلف. عُد بهمة تعلو الجبال، وطموح يتجاوز الزمن، وعزيمة تفلُّ الحديد؛ مستشعراً معيَّة الله لك، مستعظماً الدور الذي تقوم به، مستصغراً العقبات والعواقب، مؤثِراً الآخرة على الدنيا. ﴿وَالآخِرَةُ خَيْرٌ وَأَبْقَى﴾ [الأعلى:17]. 

## انظر ايضاً
- قائمة جبال المدينة المنورة
- قائمة جبال السعودية
- المدينة المنورة
- جبل أحد
- جبل عير
- جبل مكيمن

## وصلات خارجية
- جبل الرماة بالمدينة.. أهم معالم وشواهد غزوة أحد
- صور.. تعرف على اسم جبل أحد قبل حادثة "الرماة"
- جبل الرماة.. قصة قلب الموازين في معركة أحد.
- شرح تفاصيل المعركة وكيف حدثت بالتفصيل على أرض الواقع
- تصوير جوي لجبل الرماة